# Alien Youth (Skillet-album)
 Alien Youth är det femte albumet från det kristna rockbandet Skillet. Albumet släpptes den 28 augusti 2001 på Ardent Records.  Albumet var det första med gitarristen Ben Kasica, (som ersatte Kevin Haaland). som medverkar på låten "Earth Invasion". Alien Youth nådde plats 141 på Billboard 200 och plats 16 på den australiska topplistan för kristna album.

## Låtlista
| Nr  | Titel                            | Längd |
| --- | -------------------------------- | ----- |
| 1.  | Alien Youth                      | 4:08  |
| 2.  | Vapor                            | 3:38  |
| 3.  | Earth Invasion                   | 4:47  |
| 4.  | You Are My Hope                  | 4:15  |
| 5.  | Eating Me Away                   | 3:37  |
| 6.  | Kill Me, Heal Me                 | 3:35  |
| 7.  | The Thirst Is Taking Over        | 6:31  |
| 8.  | One Real Thing                   | 3:36  |
| 9.  | Stronger                         | 4:06  |
| 10. | Rippin' Me Off                   | 4:46  |
| 11. | Will You Be There (Falling Down) | 5:09  |
| 12. | Come My Way                      | 5:01  |

| 1. | Heaven In My Veins      | 3:58 |
| 2. | Always the Same         | 4:06 |
| 3. | Alien Youth Explanation | 0:56 |

## Musikvideo
Videon till "Alien Youth" visar bandet i en framtidsstad, klädd i framtidskläder, ungefär som de som ses i "Best Kept Secret"-videon. Öppningsscenen visar något som kommer ner till jorden. Det skär sedan till den framtidsstaden, och kretsar kring ett torn med stora skärmar i toppen som visar skivomslag. Bandet spelar i mitten av staden, med olika bilder av de enskilda bandmedlemmarna som visas på stora TV-skärmar. Videon spelades in på en grön skärm.

## Medverkande
- John Cooper - sång, bas, provtagning, programmering
- Korey Cooper - Keyboard, backupsång, provtagning, programmering
- Lori Peters - trummor
- Kevin Haaland - gitarr (utom på "Earth Invasion")
- Ben Kasica - gitarr (endast på "Earth Invasion")